# Cerro Corá
Cerro Corá là một đô thị thuộc bang Rio Grande do Norte, Brasil. Đô thị này có diện tích 393,569 km², dân số năm 2007 là 11070 người, mật độ 28,1 người/km².